# 甘田站 (韓國)
甘田站（：／ Gamjeon yeok */?）是釜山地鐵2號線沿線的一座地下車站，位於韓國釜山廣域市沙上區甘田洞，韓語副站名為「沙上區廳」（사상구청）。

## 車站結構
站體為2面2線曲線式設計側式月台的地下車站，候車月台設有月台幕門，並有4處出口。
本站無法轉乘對向列車。

### 月台配置
| 周禮 ↑ |
| \| 上  |
| ↓ 沙上 |

| 月台 | 路線               | 目的地                       |
| ---- | ------------------ | ---------------------------- |
| 上行 | ●釜山都市铁道2号线 | 西面、大淵、金蓮山、萇山方向 |
| 下行 | ●釜山都市铁道2号线 | 德川、湖浦、梁山方向         |

## 歷史
- 1999年6月30日：落成啟用。

## 車站周邊
- 沙上區廳
- 沙上電信局
- 沙上區衛生所
- 沙上區綜合社會福祉館
- 沙上公園
- 周甘中學
- 北釜山稅務署
- 沙上區報勳會館
- 釜山沙上警察署

## 圖片

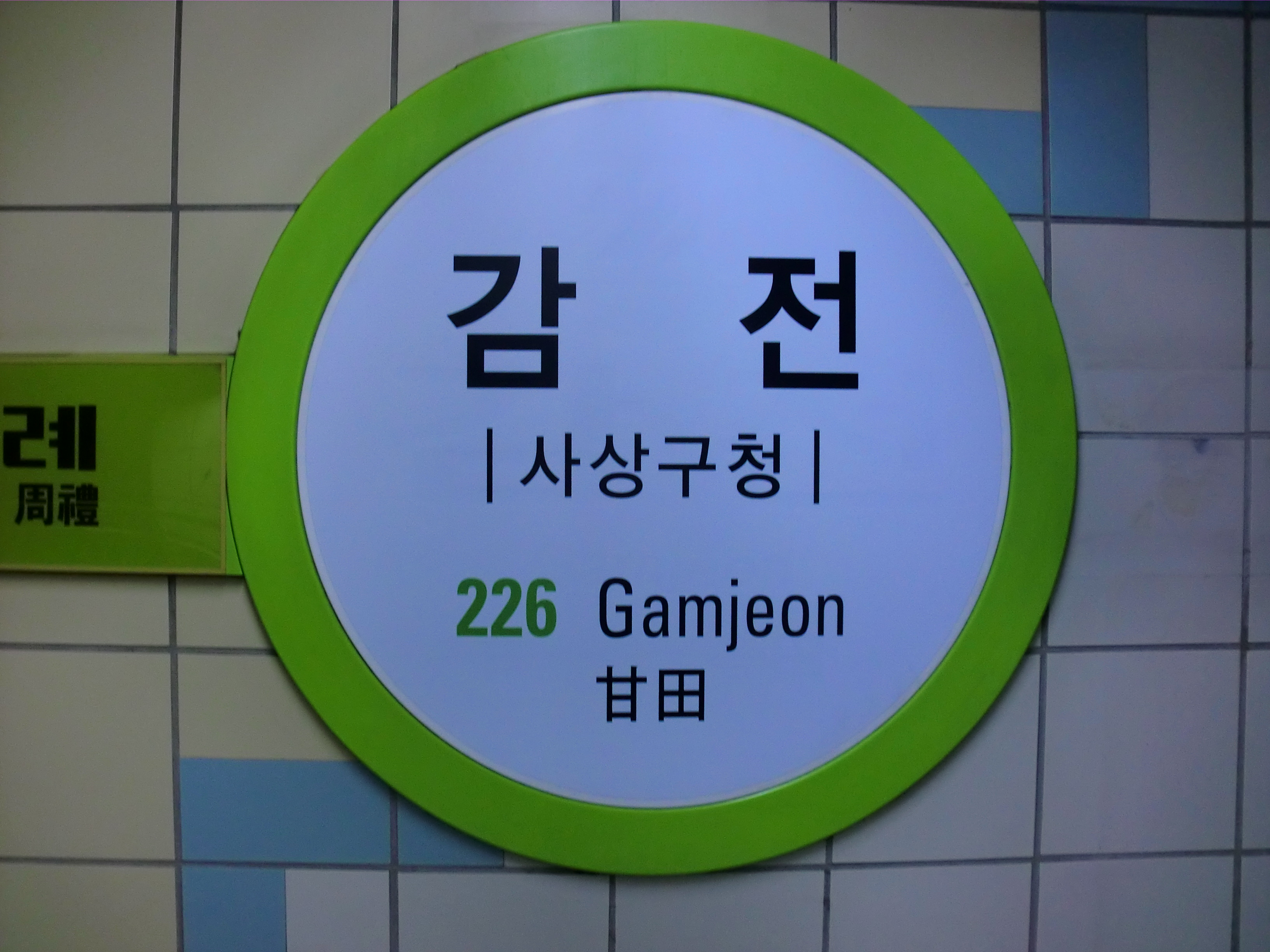
站名牌
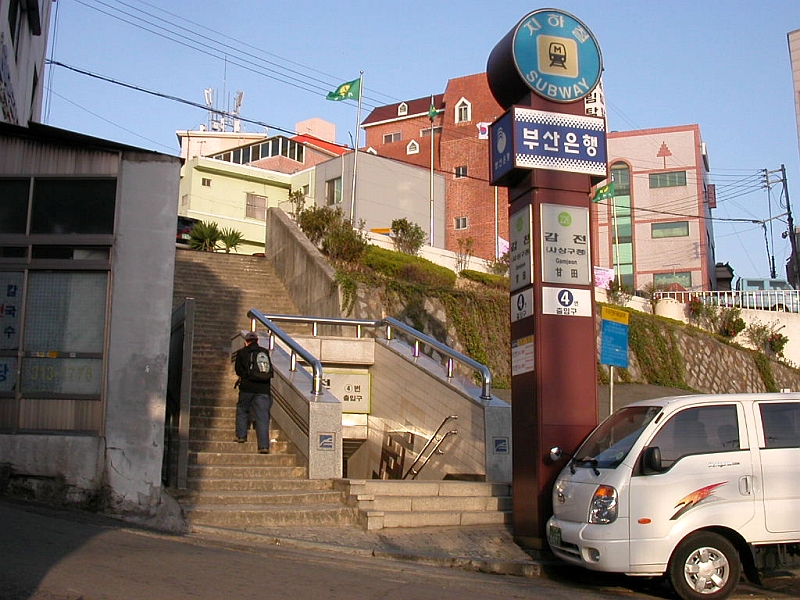
4號出口（2009年）

## 相鄰車站
釜山交通公社
●釜山都市铁道2号线
周禮（225）－甘田（226）－沙上（227）